# Sette a Tebe
Sette a Tebe è un film del 1964, diretto da Luigi Vanzi con lo pseudonimo Roy Ferguson.

## Trama
Lo spartano Alcisso, su ordine di Fillida, uccide il padre e la sorella di Diomede. Quest'ultimo, meditando la vendetta, riesce a organizzare la rivolta con altri sei cittadini tebani unendosi al popolo spartano contrario alla dittatura di Leonida, che viene sconfitto. Diomede però viene fatto prigioniero, accorgendosi che i tebani non solo hanno cambiato governo (il nuovo capo è Ippolito) ma si sono alleati con gli stessi spartani. Riunito un imponente esercito, Diomede combatte Sparta riuscendo a vincere e imponendo la resa anche ai disonesti governanti di Tebe. Alla fine Diomede si sposerà con Doride, la figlia di Leonida: quest'ultima, innamoratasi di lui, era passata dalla sua parte.

## Produzione
Il film venne girato negli studi della Vides e gli esterni furono girati in Jugoslavia. Molti tra tecnici e attori, firmano con uno pseudonimo.

## Distribuzione
Il film ottenne il visto di censura n. 43.232 il 25 giugno 1964 con una lunghezza di 2.657 metri ed ebbe la prima proiezione pubblica sei mesi più tardi, il 31 dicembre dello stesso anno. Venne rieditato nel 1972, ma in entrambe le distribuzioni ebbe scarso successo.